# Новомихајловска палата
Новомихајловска палатаа (рус. Ново-Михајловскиј дворец, Ново-Михаиловски Дворетс) је трећа палата у Санкт Петербургу коју је дизајнирао Андреј Стакеншнајдер за децу Николаја I. Саграђена је између 1857. и 1862. године на Дворском насипу, између зграда Ермитажа (на западу) и Мермерне палате (на истоку).
Палату је наручио велики кнез Русије Михаил Николајевич поводом његовог венчања са Сесилијом од Бадена. Дизајн палате чини мешавина утицаја ренесансе, барока и стила Луја XVI. Ентеијер је урађен у рококоу.
Стамбено крило палате нема тако раскошну декорацију и препознатљив је по закривљеној фасади урађеној према италијанским утицајима из 1740-их. Крило води порекло из барокне палате канцелара Черкаског чији је дизајн приписан Петру Јеропкину.
После руске револуције у палати је био огранак Комунистичке академије. Затим је 1949. у палати седиште имао Институт за оријенталне студије (ИОС), касније лењинградски огранак ИОС-а, а тренутно у палати седишта има Институт за оријенталне рукописе.
Зграда је добро очувана захваљујући великој рестаурацији из периода 2005-2009. Некадашње штале су недавно реконструисане средствима које је обезбедио Кабус ибн Саид ал Саид како би се ту сместило око 1.000.000 оријенталних књига и рукописа из збирке института.

## Изградња
Венчање великог кнеза Михаила Николајевича одржано је 18. августа 1857. За новоформирану породицу требало је да се изгради великокнежевска резиденција. Одлучено је да се палата за брачни пар изгради у центру престонице - на Дворском насипу, отприлике преко пута Петропавловске тврђаве. Резиденцију је пројектовао дворски архитекта Николаја I Андреј Штакеншнајдер. Његова дела су укључивала многе резиденције као што у Санкт Петербургу и у Петерхофу.
Током изградње, неколико ранијих објеката је срушено, што је тада  била уобичајена пракса у Санкт Петербургу. Идеја архитекте је била да се оближње зграде споје у једну зграду, и да се реализује заједничка фасада.
Палата је грађена у периоду од 5 година, од 1857. до 1862. године. Технологије које су коришћене у изградњи биле су јединствене у Русији и омогућавале су већу отпорност од ватре. Резиденција, такође једна од првих у граду, имала је систем водовода. Друга техничка новина била је грејање, које је вршено увођењем загрејаног ваздуха у просторије палате. Цена изградње износила је 993.525 рубаља.
Године 1889. године у палату је уведена струја.

## Дизајн фасаде
Употреба различитих архитектонских стилова карактеристична је за рад архитекте Стакеншнајдера у завршној обради и декорацији фасада. Архитекта користи мотиве рококоа, барока, ренесансе и " стила Луја XIV ". Поред Андреја Штакеншнајдера, на фасади палате радио је и вајар Данијел Јенсен који је за фасаде направио фигуре у теракоти. Композиционо, зграда више личи на конак него на резиденцију великог кнеза.
Главна фасада палате окренута ка дворском насипу је богато украшена.
На трећем спрату сва 3 ризалита су украшена каријатидама које стоје у различитим позама и носе троугласте забате, полуобличасте лучне забате или венце. На трећем спрату у централном ризалиту између каријатида налази се мермерни грб великог кнеза. Са стране, између каријатида је монограм Михаила Николајевича, који носе жене са ловоровим венцима. Прозори на трећем спрату су правоугаони, украшени платном. Зидови трећег спрата су украшени пиластрима са капителима те малим панелима.
Унутрашњост резиденције била је у складу са њеним спољашњим изгледом. Унутрашњост зграде, пројектована у класичном стилу, садржала је елементе рококоа и готике. Слике у холу и собама реализовали су уметници М. А. Зичи и Н. И. Тихобразов.

### Црква Архангела Михаила
Црква Архангела Михаила налазила се на трећем спрату Двора и била је кућна црква породице великог кнеза. Споља је била крунисана једном позлаћеном куполом, која је била највиша тачка палате. Дана 9. децембра 1861. године, црква је освештана у име Архангела Михаила, заштитника великог кнеза. Слике на зидовима и своду рађене су у руском стилу, „са златним арабескама на плавој позадини“. А. Е Бејдеман је осликао иконостас и украсио плафон.
Године 1917. године, током Октобарске револуције, палата је национализована, а црква затворена. Ни иконостас ни мурали нису сачувани до данас. Позлаћена купола је срушена.

## Галерија
- Радна соба великог кнеза Михаила Николајевича
- Главно предворје
- Велико степениште
- Плесна сала
- Банкет сала
- Трпезарија од храста